# Dieva dēli
Lotyšští Dieva dēli „Dievovi/boží synové“ a litevští Diẽvo sũnẽliai „synkové boha/Dievase“ či Ašvieniai jsou v baltské mytologii synové nebeského boha Dievase/Dievse, jezdci na koni a nápadníci dcery Slunce. Jedná se o božské blížence analogické řeckým Dioskúrům a védským Ašvinům.
Nejvíce zmínek o nich pochází z lotyšských dain. V těchto písních pod vlivem křesťanství nemají náboženskou, ale pouze mytologickou funkci, a nejsou jako jejich indoevropské protějšky vzýváni jako ochránci lidstva a zachránci před nebezpečím. Pravděpodobně stejný vliv způsobil že v dainách často nevystupují jako dvojice, ale jako jediný syn – Dieva dēls, jindy se zase objevují ve čtveřici či pětici.
Mají blízký vztah ke slunci a úsvitu. Odkazem na jejich původní ochranitelskou funkci může být příběh o jejich záchraně Saules meita – dcery slunce, tonoucí v moři z které byla vidět už jen její koruna. S touto bohyní se také Dieva dēli pokouší oženit, ale nakonec se jejím manželem stane Mēness – Měsíc.